# Кострићи
Кострићи су насеље у општини Мајур, Банија, Република Хрватска.

## Историја
Насеље је до 1995. било у саставу некадашње општине Костајница. Кострићи су се од распада Југославије до августа 1995. године налазили у Републици Српској Крајини.

## Становништво
| Националност       | 1991.     |
| Хрвати             | 15 (100%) |
| Срби               | 0         |
| Југословени        | 0         |
| остали и непознато | 0         |
| Укупно             | 15        |

| Демографија | Демографија | Демографија |
| Година      | Становника  | Становника  |
| ----------- | ----------- | ----------- |
| 1991.       | 15          |             |